# (15030) Matthewkroll
(15030) Matthewkroll (1998 VA15) – planetoida z pasa głównego asteroid okrążająca Słońce w ciągu 4,24 lat w średniej odległości 2,62 j.a. Odkryta 10 listopada 1998 roku.